# 소초면
소초면(所草面)은 대한민국 강원특별자치도 원주시의 면(面)이다.

## 법정리
- 장양리(長陽里)
- 흥양리(興陽里)
- 수암리(壽岩里)
- 평장리(平庄里)
- 의관리(衣冠里)
- 둔둔리(屯屯里)
- 교항리(橋項里)
- 학곡리(鶴谷里)

## 문화재
- 구룡사

## 학교
- 교학초등학교
- 둔둔초등학교
- 소초초등학교
- 흥양초등학교